# Музей Тулуз-Лотрека
Музе́й Тулу́з-Лотре́ка (фр. Musée Toulouse-Lautrec) — художньо-меморіальний музей у місті Альбі, присвячений життю й творчості художника-постімпресіоніста Анрі де Тулуз-Лотрека (1864—1901). Знаходиться в колишньому єпископському палаці Бербі, який розташований приблизно за 100 м на південь від Кафедрального собору Альбі. Музей відкритий в 1922 році, після того як в 1905 році в результаті ратифікації закону про відокремлення Церкви від держави палац Бербі перестав бути єпископською резиденцією та перейшов у власність міста.
Колекція музею нараховує понад 1000 робіт художника, серед яких картини, літографії, малюнки, ескізи, а також повне зібрання його знаменитих плакатів. Щороку музей відвідує близько 160 000 тисяч осіб.

## Історія
Кафедральний собор в Альбі був закладений у 1280 році, а його будівництво завершилось на початку XIV століття. Собор одночасно був храмом і фортецею, поєднуючи в собі риси храмової і фортифікаційної архітектури. 
До Кафедрального собору примикає єпископський палац Бербі, будівництво якого тривало з 1230 по 1306 роки. Палац був споруджений із цегли і добре укріплений. Завдяки витонченим прибудовам, які були зроблені у XVII і XVIII століттях, палац не виглядає масивним. Усередині обох будівель збереглися залишки настінних розписів. 1905 року в результаті ратифікації закону про відокремлення Церкви від держави палац Бербі перестав бути єпископською резиденцією і перейшов у власність міста. Частину єпископського палацу було відведено під музей художника-постімпресіоніста уродженця Альбі Анрі де Тулуз-Лотрека (1864—1901). Музей було відкрито у 1922 році. Після того, як матір Тулуз-Лотрека, графиня Адель де Тулуз-Лотрек, передала закладу понад 1000 картин, ескізів та літографій свого сина, музей являє собою найбільше зібрання робіт художника в усьому світі.
Картини художника добре продавалися за його життя, і це дозволило йому багато з них залишити у себе. Після смерті Лотрека вони перейшли у спадок до графині Аделі де Тулуз-Лотрек і пізніше склали ядро музейної колекції. Вона також поповнилась, коли торговець картинами Моріс Жуаян, передав музею картини Лотрека, які зберігалися у нього. Його приклад наслідував і кузен Лотрека, Габріель Тап'є де Селейран. Ряд інших робіт Лотрека музей придав вже на аукціонах.
В результаті склалася повноцінна колекція, яка охоплює усі періоди творчості художника.

## Колекція
Сьогодні[коли?] в музеї зберігається понад 200 картин, близько 400 малюнків і більшість літографій (включаючи повне зібрання (31) його знаменитих плакатів). Крім того в музеї представлені книги, які ілюстрував художник, і його особисті речі.
Музейна колекція охоплює всі періоди творчості Тулуз-Лотрека. У музеї представлені юнацькі роботи художника, виконані ним портрети членів сім'ї і представників театрального і художнього середовища Монмартра, всесвітньо відомі полотна, на яких зображено життя паризьких кабаре і борделів.
Окрім робіт самого Тулуз-Лотрека, в музеї представлені також і роботи інших художників. Тут знаходяться роботи живописців XVII і XVIII століть, включаючи серію Жоржа де Латура (1593—1652). 11 його картин (усього їх в серії було 13) зображують Ісуса Христа й апостолів. Дві картини — оригінали, інші — копії, зроблені переважно у XVIII столітті.
Також у музеї представлені роботи сучасників художника, а саме П'єра Боннара, Рауля Дюфі, Анрі Матісса, Огюста Родена і Моріса Утрілло.
У 2001 році в музеї розпочата масштабна реконструкція, яку заплановано остаточно завершити до 2012 року. Результатом реконструкції стане нова організація музейного простору. Крім спадщини Тулуз-Лотрека, відвідувачам буде представлено недавно виявлену в одному із залів донжона Тур-Мань плиткову підлогу, яка датується XIII століттям.